# Wakkerstroom
Wakkerstroom (Afrikaans, deutsch etwa: „Wacher Strom“) ist die zweitälteste Stadt in der Provinz Mpumalanga in Südafrika. Die Stadt wurde 1859 gegründet und hatte 2011 6852 Einwohner.

## Name
Der Name leitet sich von uThaka, dem isiZulu-Namen für den Fluss ab, der in der Nähe fließt (deutsch: „wach“). Auf Afrikaans wurde daraus die Bezeichnung Wakkerstroom.

## Wirtschaft
Schaf- und Rinderzucht sind die wesentlichen Einkommensquellen im Gebiet rund um Wakkerstroom.

## Fauna
Das Wakkerstrom-Gebiet gilt heute als eines der besten Vogelbeobachtungsgebiete in Südafrika. Hier lässt sich unter anderem der Erdspecht beobachten, aber auch die Spornlerche und Finkenlerche sowie verschiedene Trappen und Kraniche.